# Wasserschierlinge
Die Wasserschierlinge (Cicuta) sind eine Pflanzengattung aus der Familie der Doldenblütler. Einziger europäischer Vertreter ist der wie alle Arten stark giftige Wasserschierling (Cicuta virosa). 

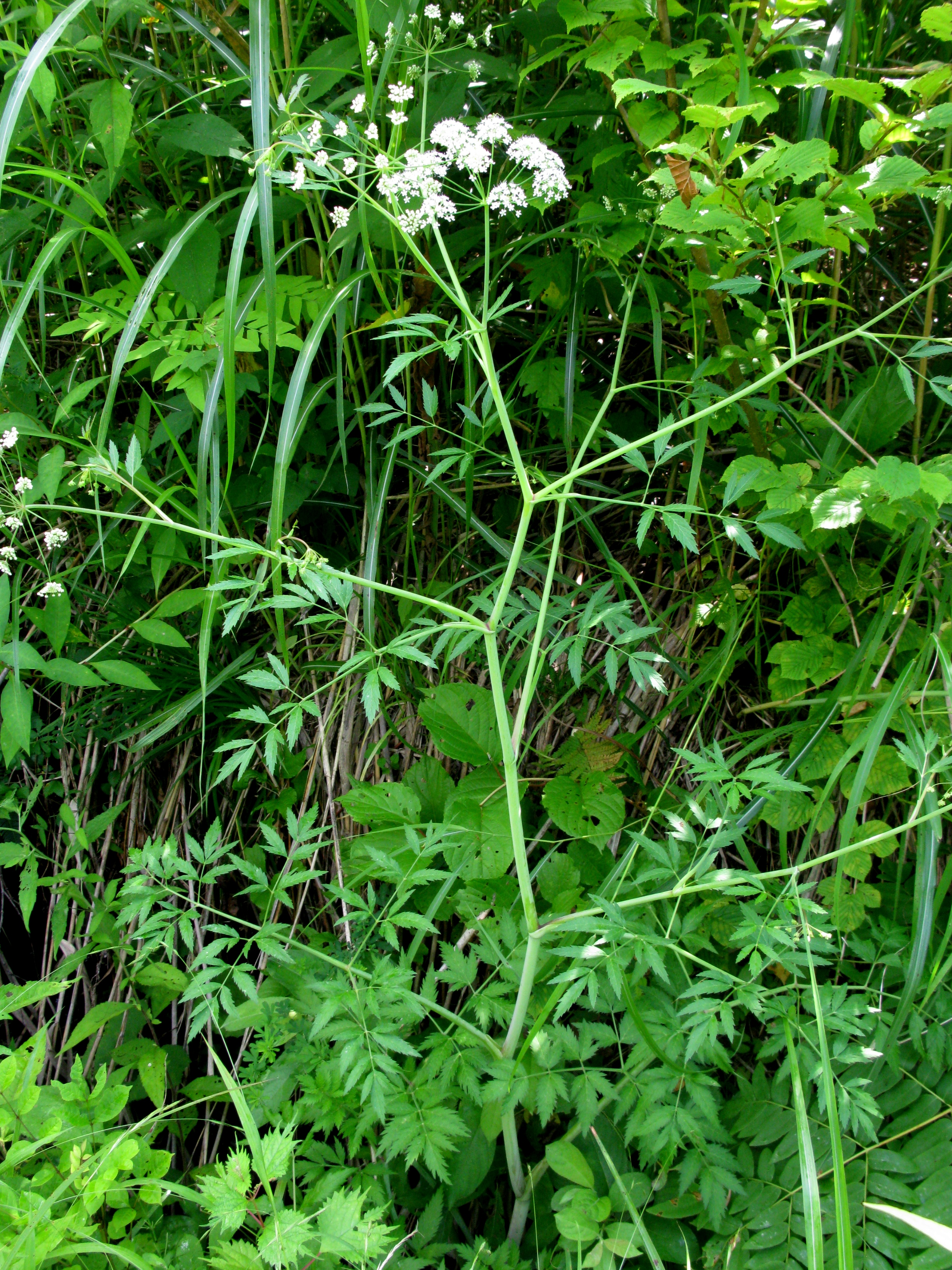
Wasserschierling (Cicuta virosa)

## Merkmale
Die Vertreter sind ausdauernde, unbehaarte Sumpf- und Wasserpflanzen. Der Stängel ist aufrecht, hohl und meist erst oberwärts verzweigt. Der Wurzelstock ist knollig verdickt und innen durch Querscheidewände in übereinander liegende Kammern geteilt. Die Blätter sind gestielt und doppelt bis dreifach gefiedert. Die Abschnitte letzter Ordnung sind länglich-lanzettlich oder linealisch und am Rand gesägt. Die Blüten stehen in zusammengesetzten, vielstrahligen Dolden. Eine Hülle fehlt oder besteht aus nur wenigen Blättern, das Hüllchen ist drei- bis achtblättrig. Die Blüten sind zum Teil zwittrig, zum Teil rein männlich. Der Kelchsaum hat fünf deutliche Zähne, die breit dreieckig sind. Die Kronblätter sind rein weiß oder rötlich. Ihre Spitze ist ausgerandet und hat ein schmales, eingeschlagenes Läppchen. Die Griffel sind lang, schlank und zuletzt zurückgebogen. Der Fruchtknoten ist unbehaart. 
Die Frucht ist annähernd kugelig und seitlich leicht zusammengedrückt. Sie hat breite, flache und stumpfe Hauptrippen. Die Ölstriemen stehen unter den Tälchen einzeln, an der Fugenfläche befinden sich zwei. Die Fruchthalter sind frei und zweiteilig. 

## Inhaltsstoffe
Alle Arten enthalten Cicutoxin und sind daher für den Menschen sehr giftig. 

## Verbreitung
Die Vertreter kommen in den nördlichen temperaten Zonen vor und wachsen als Sumpf- und Wasserpflanzen.

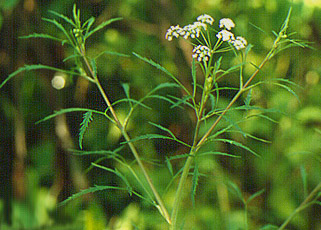
Cicuta bulbifera

## Systematik
Die Gattung Cicuta (lateinisch für „Schierling“: Wasserschierling, Gefleckter Schierling; die Wortherkunft von cicuta ist unbekannt) wird innerhalb der Familie Apiaceae in die Unterfamilie Apioideae gestellt. Die Angaben zur Artenzahl schwanken zwischen drei und acht.
Einzige europäische Art:
- Wasserschierling (Cicuta virosa L.). Er kommt in Europa, Asien und Nordamerika vor.[5]

Weitere Arten sind (Auswahl):
- Cicuta bulbifera L.: Das Verbreitungsgebiet umfasst Alaska, Kanada und die USA.[5]
- Cicuta douglasii (DC.) J.M. Coult. & Rose: Das Verbreitungsgebiet umfasst Alaska, British Columbia und die westlichen USA.[5]
- Cicuta maculata L.: Das Verbreitungsgebiet umfasst Alaska, Kanada, die USA und Mexiko.[5]

Der Gattungsname Cicuta stammt vom antiken Namen des Gefleckten Schierlings (Conium maculatum).